# Nicias alurnoides
Nicias alurnoides là một loài bọ cánh cứng trong họ Cerambycidae.